# Sidney C. Wolff
Sidney Carne Wolff (sinh năm 1941) là nhà vật lý thiên văn, nhà nghiên cứu, nhà giáo dục công cộng và tác giả người Mỹ. Bà là người phụ nữ đầu tiên ở Hoa Kỳ đứng đầu một đài thiên văn lớn và bà đã đóng góp đáng kể cho việc xây dựng sáu kính viễn vọng. Wolff từng là Giám đốc Đài thiên văn quốc gia Kitt Peak (KPNO) và Đài quan sát thiên văn quang học quốc gia (NOAO). Bà là thành viên của Đơn vị G: Stars and Stellar Physics, thuộc Hiệp hội Thiên văn Quốc tế.

## Tiểu sử
Sidney Carne sinh ra tại Thành phố Sioux, Iowa vào năm 1941, bà là con gái của George Albert Carne và Ethel (Smith) Carne. Do sự thăng tiến nghề nghiệp của cha cô, bà thường xuyên chuyển trường và đã học qua năm ngôi trường, bà trở nên quan tâm đến thiên văn học ở lớp ba sau một bài học chính tả với các thuật ngữ thiên văn. Wolff cũng học tại ba trường trung học: một ở St. Louis, Missouri, hai trường còn lại là Bensonville và York, đều ở ngoại ô Chicago, Illinois. Mặc dù đã chuyển tiếp, cha bà đã khuyến khích bà tham gia một số khóa học toán ở trường trung học cho phép bà học thiên văn học ở trường đại học.
Sau khi tốt nghiệp trung học vào năm 17 tuổi, bà tiếp tục việc học tại Cao đẳng Carleton, một trường cao đẳng nghệ thuật tự do tư nhân ở Northfield, Minnesota. Mặc dù bà học chuyên ngành tiếng Latinh, Wolff đã nhận bằng cử nhân thiên văn học năm 1962, sau đó thì bà kết hôn với Richard James Wolff vào tháng 8.

## Sự nghiệp

### Nghiên cứu tiến sĩ và sau tiến sĩ

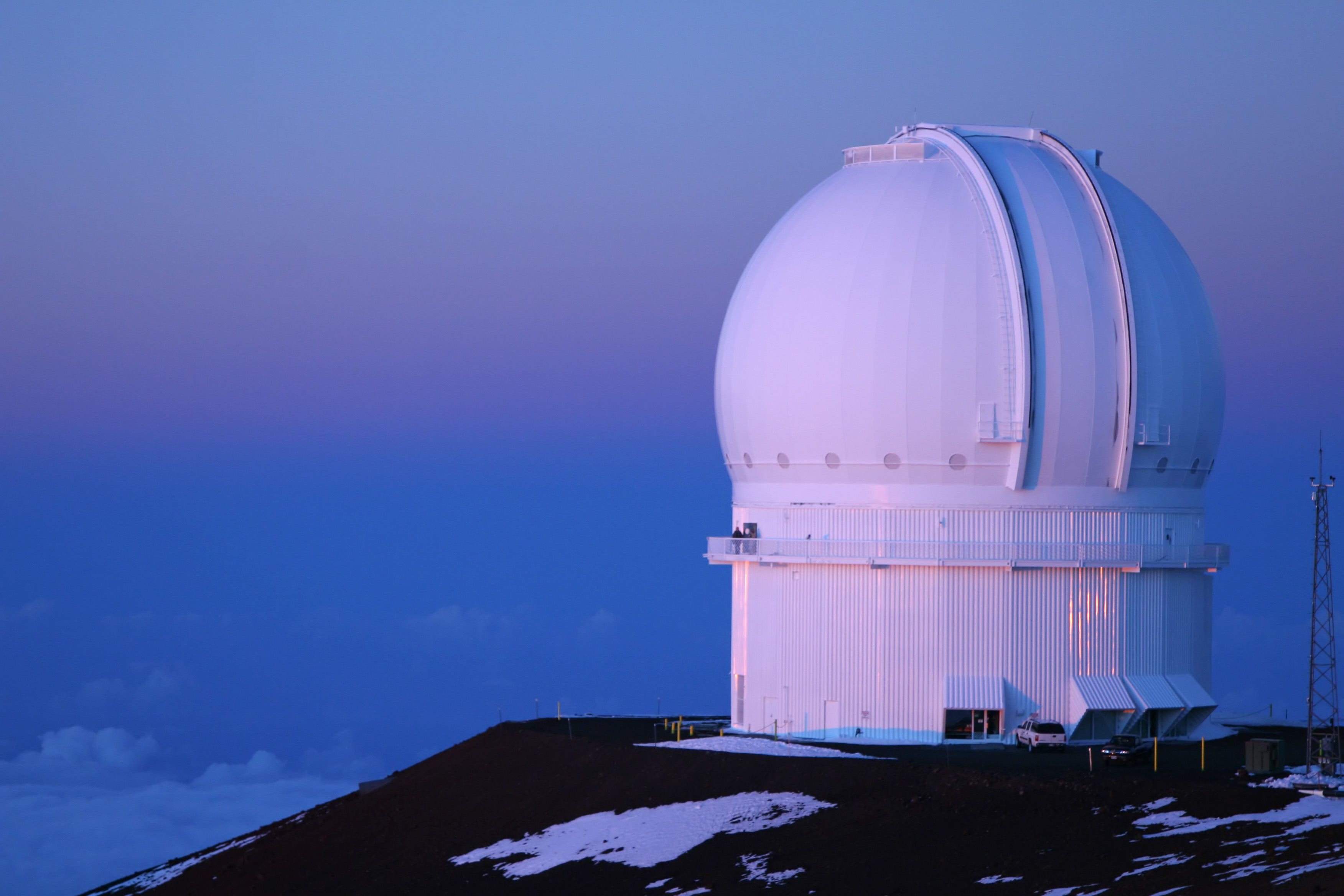
Kính thiên văn CFH đặt trên núi, là kính viễn vọng đầu tiên mà Wolff giúp phát triển.

Sau khi tốt nghiệp, Wolff tiếp tục theo đuổi bằng tiến sĩ thiên văn học tại Đại học California tại Berkeley năm 1966. Khi còn ở Berkeley, bà đã tiến hành nghiên cứu về các ngôi sao nhị phân với nhà thiên văn học George Wallerstein. Bà cũng đã làm việc trong một dự án nghiên cứu với cố vấn chính của mình, nhà thiên văn George Preston, làm việc cho luận án của bà tập trung vào thiên văn học và sao loại A, một chủ đề tương đối mới cho các nhà thiên văn học vào thời điểm đó. Sau khi lấy bằng tiến sĩ, Wolff tiếp tục nghiên cứu sao A, về bản chất của từ trường và tính biến đổi của chúng, nghiên cứu bắt đầu với các hoạt động tại Đài quan sát Lick tại Đại học California ở Santa Cruz và Berkeley.
Bà sớm nhận được cơ hội việc làm cho một chương trình mới và gia nhập Viện Thiên văn học tại Đại học Hawaii, nơi bà làm trợ lý và nhà thiên văn học từ 1971-1976. Khi ở Hawaii, Wolff đã dành 17 năm để góp phần chuyển đổi Mauna Kea thành một trong những địa điểm hàng đầu thế giới về thiên văn học. Ở độ cao 14.000 feet (4.300 m), Mauna Kea là một trong những địa điểm hình ảnh rõ nét nhất do chiều cao và độ khô của nó. Điều này đã thay đổi thiên văn học trên mặt đất và thu hút sự chú ý của các tổ chức thiên văn khác, cuối cùng dẫn đến việc lắp đặt Kính viễn vọng Canada–France–Hawaii. Wolff cũng đóng góp vào việc xây dựng kính viễn vọng SOAR 4,1 mét tại Đài thiên văn liên Mỹ Cerro Tololo gần La Serena, Chile.

### Lãnh đạo

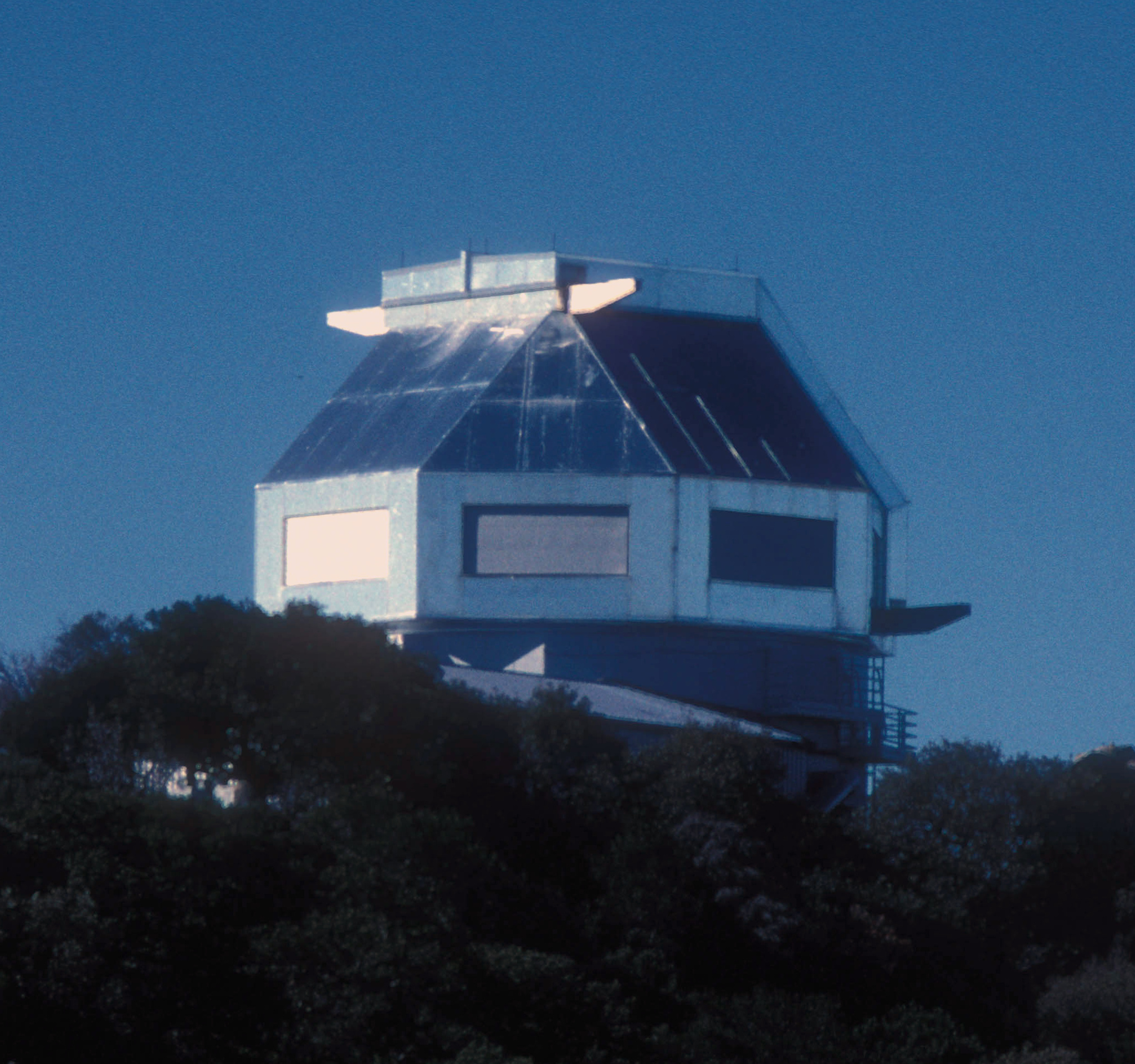
Đài quan sát WIYN trên đỉnh Kitt nổi tiếng và được phát triển một phần bởi Wolff.

Vai trò lãnh đạo của Wolff bắt đầu vào năm 1976, khi bà bắt đầu làm phó giám đốc của Viện Thiên văn học tại Đại học Hawaii cho đến năm 1983 và sau đó trở thành giám đốc chỉ đạo cho đến năm 1984. Cuối năm đó, Wolff rời Hawaii khi bà được bổ nhiệm làm Giám đốc. thuộc Đài quan sát quốc gia Kitt Peak (KPNO) ở Tucson, Arizona cho đến năm 1987. Trong thời gian ở Kitt Peak, bà đã đóng góp cho sự phát triển của kính viễn vọng 3,5 mét WIYN.

Toàn cảnh của Đài quan sát quốc gia Kitt Peak ở Arizona, nơi Wolff nghiên cứu và làm việc về phát triển kính viễn vọng.

Vào mùa xuân năm 1987, Wolff được bổ nhiệm làm Giám đốc Đài quan sát Thiên văn Quang học Quốc gia cho đến năm 2001. Điều này khiến bà trở thành người phụ nữ đầu tiên trong lịch sử Hoa Kỳ lãnh đạo một đài thiên văn lớn và là giám đốc phục vụ lâu nhất của NOAO. Năm 1985 và 1986, Wolff trở thành người phụ nữ thứ hai giữ vị trí Chủ tịch Hiệp hội Thiên văn Thái Bình Dương và một lần nữa là Chủ tịch Hiệp hội Thiên văn Hoa Kỳ năm 1992.
Từ năm 1992 đến năm 1994, Wolff từng là Giám đốc đầu tiên của Dự án Gemini và đóng vai trò chính trong đề xuất của Dự án Kính thiên văn 8 mét của Gemini.

### Vai trò thành viên
Wolff là một thành viên tích cực của Liên minh Thiên văn Quốc tế (IAU) từ những năm 1980 và là thành viên hiện tại của Đơn vị G: Stars và Stellar Physics. Bộ phận này bao gồm hơn 3.000 thành viên và tập trung vào việc tìm hiểu khối lượng các ngôi sao, cách chúng phát triển và tính chất của chúng bằng cách sử dụng các kỹ thuật nghiên cứu như quan sát, lý thuyết, đo lường và dự đoán về các ngôi sao và vật lý sao. Wolff cũng từng là thành viên Ban tổ chức của Ủy ban 29 Stellar Spectra từ 1982 đến 1988 và là thành viên của các ngôi sao của Phân khu IV (Division IV) cho đến năm 2012. Cho đến năm 2015, Wolff cũng là thành viên của Ủy ban 29 Stellar Spectra và Ủy ban 36 Lý thuyết về khí quyển sao. Ngoài việc là thành viên của IAU, Wolff còn là thành viên của Hiệp hội Thiên văn Hoàng gia và Hiệp hội Thiên văn học Hoa Kỳ.

## Ấn phẩm
Năm 1987, Wolff bắt đầu viết sách giáo khoa thiên văn học và giới thiệu tại đại học cùng với nhà thiên văn học David Morrison và sau đó có thêm Andrew Fraknoi, cựu Giám đốc điều hành của Hiệp hội Thiên văn Thái Bình Dương, vào nhóm của họ. Cùng với nhau, ba học giả đã tạo ra các chuyến đi đến các vì sao và các thiên hà (Voyages to the Stars and Galaxies) và các chuyến đi đến các hành tinh (Voyages to the Planets). Các tác phẩm khác do Wolff sáng tác bao gồm Vũ trụ vô biên: Thiên văn học trong kỷ nguyên mới của khám phá (The Boundless Universe: Astronomy in the New Age of Discovery) và Ngôi sao loại A - Các vấn đề và quan điểm (The A-Type Stars – Problems and Perspectives) (1983).
Năm 2002, Wolff đồng sáng lập Tạp chí Giáo dục Thiên văn học (Astronomy Education Review), tạp chí thiên văn đánh giá ngang hàng trực tuyến đầu tiên dành cho các nhà nghiên cứu và nhà giáo dục. Tạp chí được xuất bản thông qua Hiệp hội Thiên văn học Hoa Kỳ và được biên tập bởi Wolff và nhà thiên văn học đồng nghiệp Andrew Fraknoi. Wolff cũng là đồng tác giả của một số đề xuất, bao gồm một đề xuất bốn tập cho Kính thiên văn 8 mét Gemini, mất hai năm để hoàn thành.

## Giải thưởng
Năm 2006, Hiệp hội Thiên văn học Hoa Kỳ đã trao tặng Wolff giải thưởng Giáo dục năm 2006 vì sự cống hiến nhất quán của bà cho thiên văn học và khoa học vũ trụ và kỹ năng lãnh đạo.